# Điện ảnh Slovenia
Điện ảnh Slovenia (tiếng Slovenia: Cinema Republike Slovenije) là tên gọi ngành công nghiệp Điện ảnh của nước Cộng hòa Slovenia.

## Lịch sử hình thành và phát triển

### Hãng phim
- Triglav Film

### Nhà làm phim tên tuổi
- Karpo Godina
- Vinci Vogue Anžlovar
- Jože Babič
- Jan Cvitkovič
- Branko Đurić
- Janez Drozg
- Karol Grossmann
- Boštjan Hladnik
- Matjaž Klopčič
- Aleksander Kogoj
- Damjan Kozole
- Janez Lapajne
- Rene Maurin
- Žarko Petan
- Jože Pogačnik
- Igor Pretnar
- Filip Robar Dorin
- Danijel Sraka
- France Štiglic
- Eka Vogelnik

### Diễn viên nổi tiếng
- Draga Ahačič
- Janez Albreht
- Maks Bajc
- Miha Baloh
- Branko Đurić
- Nina Ivanišin
- Polona Juh
- Magnifico
- Iztok Mlakar
- Peter Musevski
- Radko Polič
- Tanja Ribič
- Ita Rina
- Zlatko Šugman
- Saša Tabaković